# Menhir von Elsdorf
Der Menhir von Elsdorf ist ein 100 cm hoher und 90 cm breiter Rillenstein aus rotem Granit aus der Gemeinde Elsdorf im Landkreis Rotenburg (Wümme) in Niedersachsen. Er wurde in einer Wiese zwischen einer Geländeerhöhung und einem Bach gefunden, wo weitere Findlinge zusammengeschoben waren. Die Rille des Menhirs ist 85 cm lang.
Heute ist er im „Steinzimmer Anderlingen“ ausgestellt und Teil der „Stein-Erlebnis-Route Selsingen“.